# 신석초
신석초(申石艸, 1909년 6월 4일~1975년 3월 8일)는 대한민국의 시인이며 대학 교수이다. 본명은 응식(應植). 본관은 고령(高靈). 충남 서천에서 대한제국 시대 하급 향반(下級 鄕班)을 지낸 신긍우(申肯雨)의 슬하 1남 3녀 가운데 막내아들로 출생하였다.

## 생애
1929년 경성부에서 시인 첫 등단한 그는 이후 1931년, 일본 유학하여 일본 호세이 대학 철학과에서 배웠으며, 1935년 신병으로 중퇴하고 귀국, 한학(漢學)의 스승인 정인보의 소개로 시인 이육사와 사귀게 되었다. 그때 육사 선생이 신석초와 함께 교류를 하면서 가져간 시작품 <비취단장(翡翠斷章)> <바라춤 서사(序詞)>, <뱀>, <검무랑>, <파초(芭蕉)> 등 시 작품들이 육사를 통해 1935년부터 1940년까지 동인지 《자오선》(子午線)· 《시학》(詩學)· 《문장》(文章)> 등에 발표됨으로써 시단에 알려졌다. 주요 작품으로는 장시 <바라춤>, <낙와(落瓦)의 부(賦)>, <불춤>, <어떤 가을 날에>, <만사(輓詞)> 등이 있다. 시집으로 《석초시집》, 《바라춤》, 《폭풍의 노래》 등이 있다. 1965년 한국시인협회장을 역임했으며, 1969년 예술원상을 수상하였고 1970년에서 1971년까지 신민당 문화예술행정특임위원 직위를 역임하였다.

## 이외 이력
- 前 한국시인협회 회장
- 前 단국대학교 겸임교수
- 前 신민당 문화예술행정특임위원

## 같이 보기
- 한국시인협회
- 서천군